# Volketswil
Volketswil és un municipi del cantó de Zúric (Suïssa), situat al districte d'Uster.